# Bisons Loimaa
Bisons Loimaa  ist ein finnischer professioneller Basketballverein aus der Stadt Loimaa. Bisons Loimaa spielt in der finnischen Korisliiga und in der VTB United League.

## Geschichte
Der Verein wurde 1964 unter dem Namen Loimaan Korikonkarit gegründet. Nach dem Wiederaufstieg in die höchste finnische Spielklasse Korisliiga 2011 wurde der Verein in Bisons Loimaa umbenannt. Ebenso ist er unter dem Sponsorennamen Nilan Bisons bekannt. In den ersten drei Jahren der Zugehörigkeit zur höchsten finnischen Spielklasse wurde Bisons zwei Mal finnischer Meister und einmal dritter. In der Saison 2013/14 startete Loimaa im ULEB Eurocup. Zwei Spielzeiten 2014–2016 spielten Bisons in der VTB United League. Für die Saison 2016/17 meldete das Team für die 2. finnische Spieldivision.

### Saisonübersicht
| Season  | Division   | Regular | Play-off      | Europa                    | Regional              |
| ------- | ---------- | ------- | ------------- | ------------------------- | --------------------- |
| 2011–12 | Korisliiga | 2.      | 1.            |                           |                       |
| 2012–13 | Korisliiga | 1.      | 1.            |                           |                       |
| 2013–14 | Korisliiga | 2.      | Halbfinale    | ULEB Eurocup Gruppenphase |                       |
| 2014–15 | Korisliiga | 4.      | Finale        |                           | VTB United League 13. |
| 2015–16 | Korisliiga | 5.      | Viertelfinale |                           | VTB United League 13. |

## Erfolge
- Finnischer Meister 2012, 2013